# Verover mij
Verover mij is een single van de Vlaamse zanger Niels Destadsbader. De single is een cover van de band K's Choice van het nummer Believe. Het nummer werd bekend door het programma Liefde voor muziek. Het nummer haalde een top 5 notering in de Ultratop 50 en een nummer 1 in de Vlaamse Top 50. Destadsbader kreeg een Radio 2 Zomerhit-award voor beste zomerhit en een Music Industry Award-nominatie voor beste single. De single staat op zijn tweede album Dertig dat hetzelfde jaar uitkwam.
Het nummer kwam nieuw binnen en behaalde meteen de eerste plaats in de Vlaamse 100 van Radio 2 op 11 juli 2019.
Op 11 juli 2020 haalde de song een tweede plaats in de Radio 2 Bene Bene 100, na Eenzaam zonder jou van Will Tura.
Op 21 juli 2020 strandde het nummer ook op nummer 2 in de Bravo België 2020 van MNM. Daarin stond Regi feat. Jake Reese & OT – Kom wat dichterbij op nummer 1. In de Bravo België Top100 van 12 februari 2021 zag de top twee er identiek uit.
In de MNM1000 van 5 december 2020, haalde de song de eerste plaats. Hiermee veroverde voor het eerst een Nederlandstalig nummer deze plaats. Bohemian Rhapsody van Queen stond op twee, op drie stond Regi feat. Jake Reese & OT – Kom wat dichterbij.